# George Desvallières

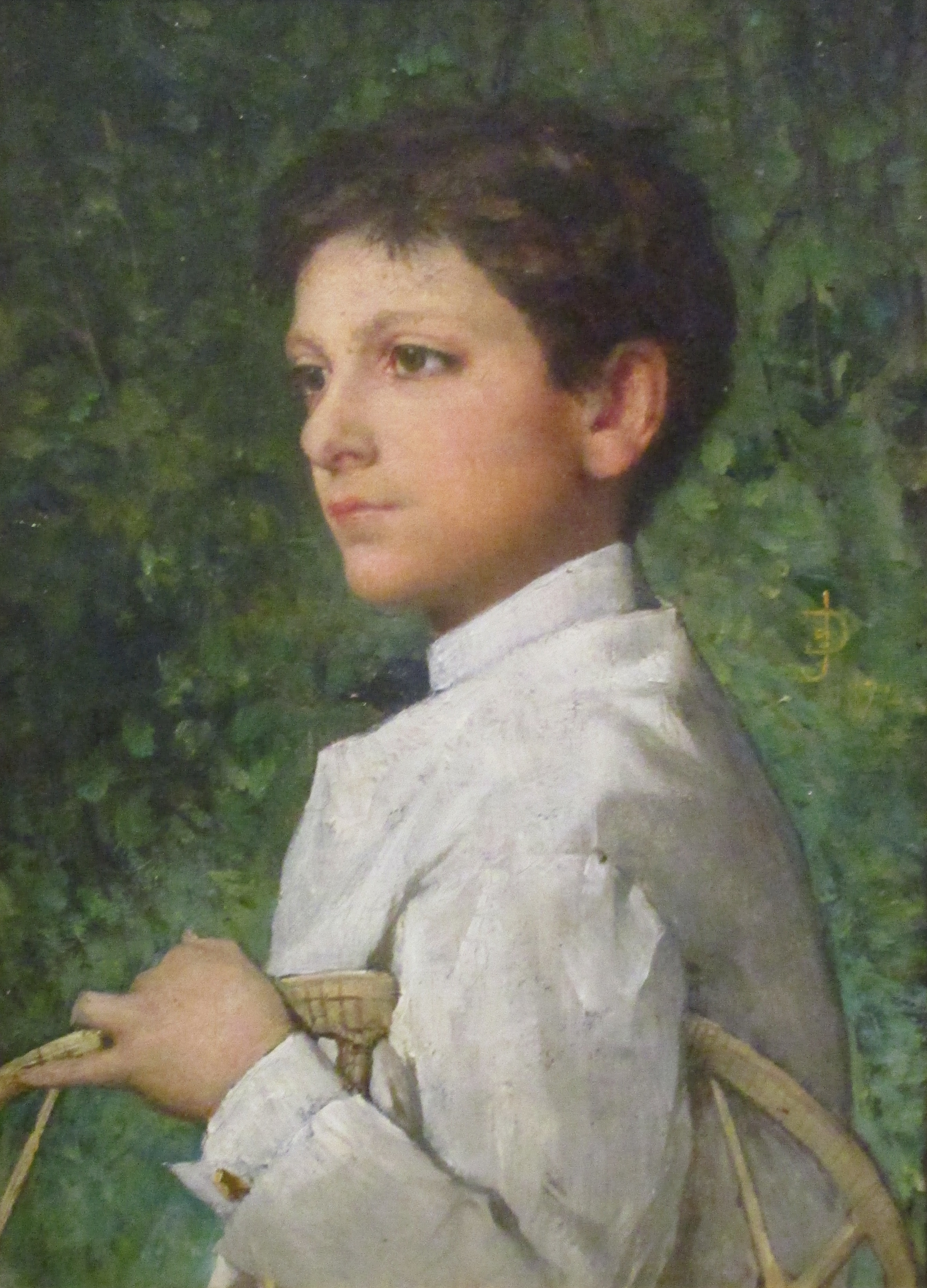
Desvallières de niño, pintado por Jules-Élie Delaunay (colección particular).

George Desvallières es el nombre artístico de Olivier Gabriel Victor Georges Lefèbvre-Desvallières (París, 14 de marzo de 1861-París, 5 de octubre de 1950), pintor francés, cofundador de los Talleres de Arte Sacro y famoso por sus obras religiosas, que se conservan en importantes templos, pinacotecas e instituciones, como la catedral de Arrás, el Museo de Orsay o el gabinete de estampas de la Biblioteca Nacional de Francia.

## Biografía
Hijo de Louis Émile Lefebvre-Desvallières, administrador jefe de las Messageries Maritimes, y de Marie Legouvé, hija y nieta de los académicos Ernest Legouvé y Gabriel-Marie Legouvé. Ernest Legouvé se ocupó de que su amigo el pintor Jules-Élie Delaunay se encargara de la educación de su nieto George. Delaunay y George Desvallières visitaron en 1884 el cantón suizo del Tesino. Más tarde, Delaunay le presentó al pintor Gustave Moreau. Moreau y Delaunay fueron los testigos de la boda de George con Marguerite Lefebvre en 1890.
Desvallières estudió en la Academia Julian de París y también en la Escuela de Bellas Artes donde recibió clase de los pintores Tony Robert-Fleury y Jules Valadon. Expuso retratos y obtuvo premios, pero pronto su relación estrecha con Moreau le orientó hacia los temas mitológicos y religiosos.
Profundizó su conocimiento de los maestros antiguos con un viaje a Italia en 1890, y comenzó a practicar un arte que ya anunciaba sus obras de madurez, con su predilección por temas siniestros, un uso violento del color y un concepto dramático de la religión.
Participó en varias exposiciones con obras de tema simbolista: Narciso (1901), Orfeo (1902), La marcha hacia el Ideal (1903) y formó parte de los fundadores del Salón de Otoño. Durante la década de 1900 se aproximó (sin llegar a formar parte de él) a un grupo de jóvenes pintores (Lucien Simon, André Dauchez, Charles Cottet, Émile-René Ménard y René-Xavier Prinet) a los que los críticos de arte denominaban Bande noire o los Nubiens, porque usaban colores oscuros, a diferencia de los claros y brillantes de los impresionistas. La mayor parte de estos artistas daban clase en la Academia de la Paleta de París. En 1908, junto a Maurice Denis y Albert Besnard, pintó la decoración de la mansión del empresario y mecenas Jacques Rouché en la rue de Prony, junto al parque Monceau.
Su poética en esta época aparece resumida en la respuesta que dio a una encuesta de Charles Morice de 1905, cuando afirmó: 

La naturaleza nunca ha sido otra cosa más que un medio para llevar a cabo un pensamiento; entiendo por pensamiento a un movimiento del alma.

Durante la Primera Guerra Mundial comandó un batallón en los Vosgos. En 1915 perdió un hijo en el frente, algo que le afectó grandemente y que motivó que, a partir de entonces, se consagrara a la iconografía religiosa. Le fue concedida la distinción de comendador de la Legión de Honor. En 1919 fundó, junto a Maurice Denis, los Talleres de arte sacro, con la intención de renovar el arte religioso.
En julio de 1929 sucedió a Georges Rouault como conservador del Museo Gustave Moreau. En enero de 1930 fue nombrado miembro de la sección de pintura de la Real Academia de Ciencias, Letras y Bellas Artes de Bélgica y, en mayo, del Instituto de Francia, en sustitución de su amigo el pintor Émile-René Ménard.
En 1933, la Asociación Fra Angelico (institución asistencial dedicada a artistas) lo nombró presidente de la junta directiva. En marzo de 1934, firmó el manifiesto de Jacques Maritain Por el bien común, que abogaba por un cristianismo social. Al año siguiente, participó en la fundación de la revista L'Art sacré y formó parte de su comité de redacción. Tras la muerte de Frantz Jourdainen verano de 1935, fue elegido presidente del Salón de Otoño en 1936. En 1936 se mostró favorable a las nuevas vidrieras de la catedral de Notre Dame de París. En 1940 llegó a la presidencia del Instituto de Francia, en 1943 a la de la Société de Saint-Jean y en 1947 fue nombrado presidente de honor del Salón de Otoño.
La Gran Guerra fue el motivo recurrente de los programa decorativos desarrollados en diferentes lugares, como las vidrieras del Osario de Douamont (gran monumento conmemorativo de la batalla de Verdún, donde se sepultaron los restos de los combatientes). Envió a Estados Unidos diversos cuadros para la iglesia de San Juan Bautista, construida por Ernest Cormier en la ciudad obrera de Pawtucket (Desvallières pintó para este lugar, en 1926, una Ascensión y un O Salutaris Hostia, y, en 1928, una Anunciación).
Hasta 1950 recibió encargos oficiales e ilustró La princesa lejana de Edmond Rostand y Rolla de Alfred de Musset.

## Vida personal
En 1890, George Desvallières se casó con Marguerite Lefebvre (1870-1955), alumna de César Franck. Tuvieron seis hijos: Sabine (nacida en 1891), ahijada de Gustave Moreau; Richard (1893-1962); Daniel (1897-1915), muerto en I Guerra Mundial; Marie-Madeleine (1908); Monique (1911) y France (1915).

## Obras en templos y museos (selección)

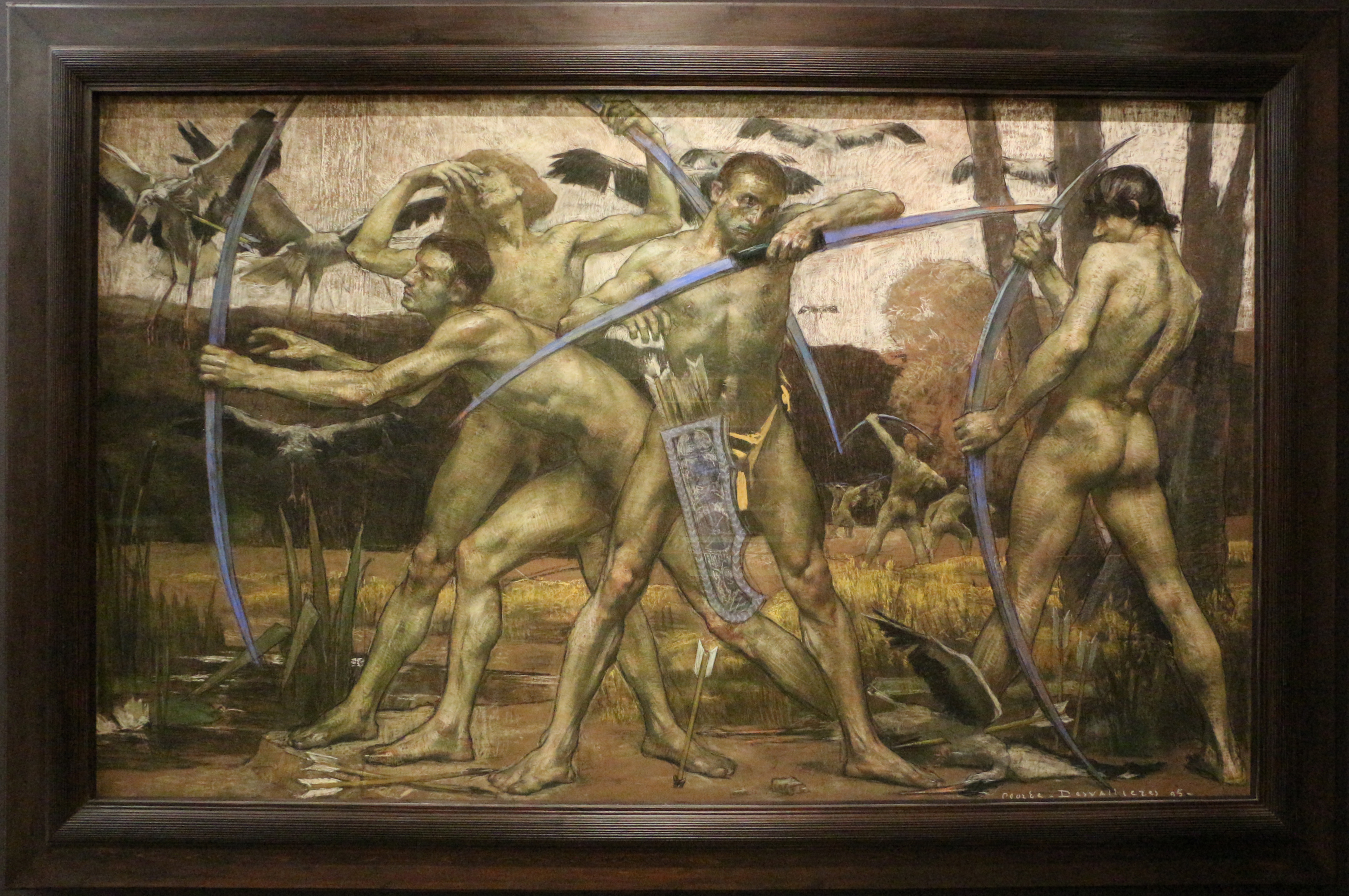
Los arqueros (1895) de Desvallières. Museo de Orsay, París.

- Arrás, catedral de Nuestra Señora y San Vaast: La Natividad y La Resurrección de Cristo
- Dijon, Museo de Bellas Artes: 
  - San Sebastián, 1912, óleo sobre lienzo, 65 x 37 cm
  - El buen ladrón, 1909, óleo sobre lienzo, 105 x 72 cm
- París, museo de Orsay:
  - La toilette de Nausicaa (El baño de Nausicaa, entre 1861 y 1936), pastel, carboncillo y oro sobre papel beis montado sobre lienzo.[11]
  - Retrato de hombre (Portrait d'homme, 1891), pastel sobre papel encolado en lona.[12]
  - Cabeza de hombre (Tête d'homme, 1892), óleo sobre tela.[13]
  - Los arqueros (Les tireurs à l'arc, 1895), pastel sobre papel gris-beis.[14]
  - Retrato de la madre del artista (Portrait de la mère de l'artiste, 1903), óleo sobre tabla.[15]
  - Cristo en la columna (Le Christ à la colonne, 1910), óleo sobre tabla.[16]
  - Hércules en el jardín de las Hespérides (Hercule au jardin des Hespérides, 1913), óleo sobre papel encolado en tela.[17]
  - La Ascension del poilu, 1922, óleo sobre papel encolado en lienzo, 218 x 112 cm.
- París, Petit Palais: En soirée, Madame Pascal Blanchard (esposa del pintor Pascal Blanchard), 1903, óleo sobre papel encolado en tabla.
- Pawtucket, Estados Unidos, iglesia de San Juan Bautista: Ascensión (1926), O Salutaris Hostia (1926) y Anunciación (1928).[1]
- Vers-Pont-du-Gard, capilla del château de Saint-Privat, pintura mural.
- Verneuil-sur-Avre, iglesia de Nuestra Señora: La bandera del Sagrado Corazón, 1918-1919, óleo sobre tela.

## Alumnos
- Maurice Rocher (1918-1995)

## Exposiciones
- 2016: Se organizó una exposición retrospectiva en el Petit Palais de París, entre el 15 de marzo al 17 de julio de 2016.